# Mechthild Mannewitz
Mechthild Olga Sophie Mannewitz, geb. Schlenger (* 3. Dezember 1926 in Rostock), ist eine deutsche Malerin und Grafikerin. Sie gilt als die „Grande Dame“ der Rostocker Malerei.

## Leben und Werk
Die Eltern von Mechthild Mannewitz waren Kurt Eduard Schlenger (1893–1972), Geiger und Konzertmeister des Rostocker Städtischen Orchesters, und Marie Luise Dorette Schlenger, geb. Vau (1884–1976). Im Haus verkehrten regelmäßig bildende Künstler, darunter Otto Bartels (1874–1958) und Rudolf Bartels, die das Ehepaar unterstützte und deren Arbeiten es sammelte.
Mechthild Schlenger begann 1943 eine Lehre als Fotografin, die sie abbrechen musste, weil sie als Siebzehnjährige zum Reichsarbeitsdienst in den Wismarer Dornier-Werken eingezogen wurde. Dort arbeitete sie dann bis 1945 in der Fotoabteilung. Nach dem Ende des Zweiten Weltkriegs war sie bis 1946 Bühnenmalerin am Stadttheater Rostock. Von 1946 bis 1948 nahm sie in Rostock Malunterricht bei Egon Tschirch, einem Gründungsmitglied der Vereinigung Rostocker Künstler (VRK), und nach dessen Tod bis 1952 bei dem Landschaftsmaler Thuro Balzer.
Anfang der 1950er Jahre begann sie in Rostock als freischaffende Künstlerin zu arbeiten. Von 1952 bis 1990 war sie Mitglied im Verband Bildender Künstler der DDR. Sie hatte in der DDR eine Anzahl von Einzelausstellungen und Ausstellungsbeteiligungen, auch in der CSSR, in Polen, Finnland und Schweden. Die Kunsthalle Rostock erwarb mehrere ihrer Bilder.
Mechthild Mannewitz war seit 1954 mit dem Maler Lothar Mannewitz verheiratet, der im selben Jahr sein Studium der Malerei an der Kunsthochschule Berlin-Charlottenburg abgeschlossen hatte. Ihre drei Kinder sind ebenfalls künstlerisch tätig.
Ihr Sohn Marcus ist wie sein Vater als Restaurator tätig, die 1964 geborene Tochter Anna Mannewitz ist ebenfalls Malerin.

## Rezeption
„Sie malt Gegenständliches, andere Bilder nichtgegenständlich („Ich sage ungern „abstrakt“, das ist ja selbst ein abstrakter Begriff.“); mal gibt es da eher frei Entwickeltes, bei dem das Resultat nach einem Prozess des Suchens für die Künstlerin selbst überraschend kam, dann wieder gibt es planvoll Konstruiertes. Und in allem zeigt sich eine Lust am Ausprobieren, am Experimentieren oder Konstruieren …“

## Werke (Auswahl)
- Porträt Kate Diehn-Bitt (Öl, 1952)[4]
- Jazztrommler (Öl, 100 × 85,5 cm, 1974; Kunsthalle Rostock)
- Hommage à Skrjabin (Öl, 60 × 70 cm, 1974; Kunsthalle Rostock)
- Blaues Stillleben (Öl, 1979)
- Wirklich schön (Öl auf Baumwolle, 2007)[5]

## Ausstellungen (unvollständig)

### Einzelausstellungen
- 1977 und 1990: Rostock, Kunsthalle (mit Lothar Mannewitz)
- 1979: Stettin, Kunstgalerie im Schloss der pommerschen Herzöge (mit Lothar Mannewitz)
- 2008: Rostock, Rostocker Kunstverein „Die Maler-Familie Mannewitz“
- 2010: Schwaan, Kunstmuseum Schwaan („Aufgewachsen mit Bartels“; mit Anna Mannewitz)[6]
- 2011: Rostock, Hochschule für Musik und Theater („Musik in der Malerei“)[7]
- 2019: Rostock, Rostocker Kunstverein (mit Hans Emil Oberländer und Dieter Becker)[8]
- 2022: Schwaan, Kunstmuseum Schwaan (mit Anna Mannewitz)

### Ausstellungsbeteiligungen
- 1965: Schwerin, Staatliches Museum („Junge Kunst in Mecklenburg“)
- 1969: Rostock, Kunsthalle Rostock („Sozialistische Kunst im Bezirk Rostock“)
- 1969 bis 1984: Rostock, fünf Bezirkskunstausstellungen
- 1974: Rostock, Kunsthalle Rostock („Wir gratulieren unserer Republik. Bildende Kunst des Bezirkes Rostock zum 25. Jahrestag der DDR.“)
- 1979: Berlin, Altes Museum („Jugend in der Kunst“)
- 1979: Stralsund, Kulturhistorisches Museum Stralsund („Wir gratulieren unserer Republik“)
- 1985: Berlin, Neue Berliner Galerie im Alten Museum („Musik in der bildenden Kunst der DDR“)
- 1994: Rostock, Kunsthalle Rostock („Ein Rückblick – 25 Jahre Kunsthalle Rostock“)